# 賈尼·阿涅利
賈尼·阿涅利（義大利語：Gianni Agnelli，1921年3月12日—2003年1月24日）是義大利富商與政治家，飛雅特的前股東。他是喬瓦尼·阿涅利的孫子。
1991年，賈尼·阿涅利受總統弗朗切斯科·科西加任為終身參議員。他有一子一女，愛德華和瑪格麗塔。他指定外孫約翰·埃爾坎。作為自己的接班人。